# Polyfyletische groep

Een hypothetisch taxon warmbloedige dieren zou polyfyletisch zijn aangezien de laatste gemeenschappelijke voorouder van de warmbloedige zoogdieren (Mammalia) en vogels (Aves) er niet toe zou behoren

Een polyfyletische groep is een taxon waarbij de laatste gemeenschappelijke voorouder van alle organismen in dat taxon zelf niet tot dat taxon behoort. 
Een hypothetisch taxon vleugeldieren dat zou bestaan uit vogels, vleermuizen en insecten zou polyfyletisch zijn, omdat de verre stamvader van deze drie groepen zelf geen vleugeldier is. Een bekend echt geopperd polyfyletisch taxon is dikhuidigen voor zowel olifanten, neushoorns als nijlpaarden. Omdat de deelgroepen van zo'n taxon niet elkaars nauwste verwanten zijn, wordt het ook wel een onnatuurlijke groep genoemd.
Polyfyletische taxa onderscheiden zich zowel van monofyletische taxa — waar een taxon bestaat uit alle soorten die van een voorouder afstammen, inclusief de voorouder zelf — als parafyletische taxa, waarbij de voorouder wel tot het taxon behoort, maar niet al zijn afstammelingen.
In de moderne taxonomie, met name in de cladistiek, wordt gestreefd om zoveel mogelijk alleen met monofyletische taxa te werken. Veel vroegere indelingen worden daarom als verouderd beschouwd. De mogelijkheid om het DNA van organismen te vergelijken, heeft dit proces van herziening in een stroomversnelling gebracht.